# Energiebilanz (Energiewirtschaft)

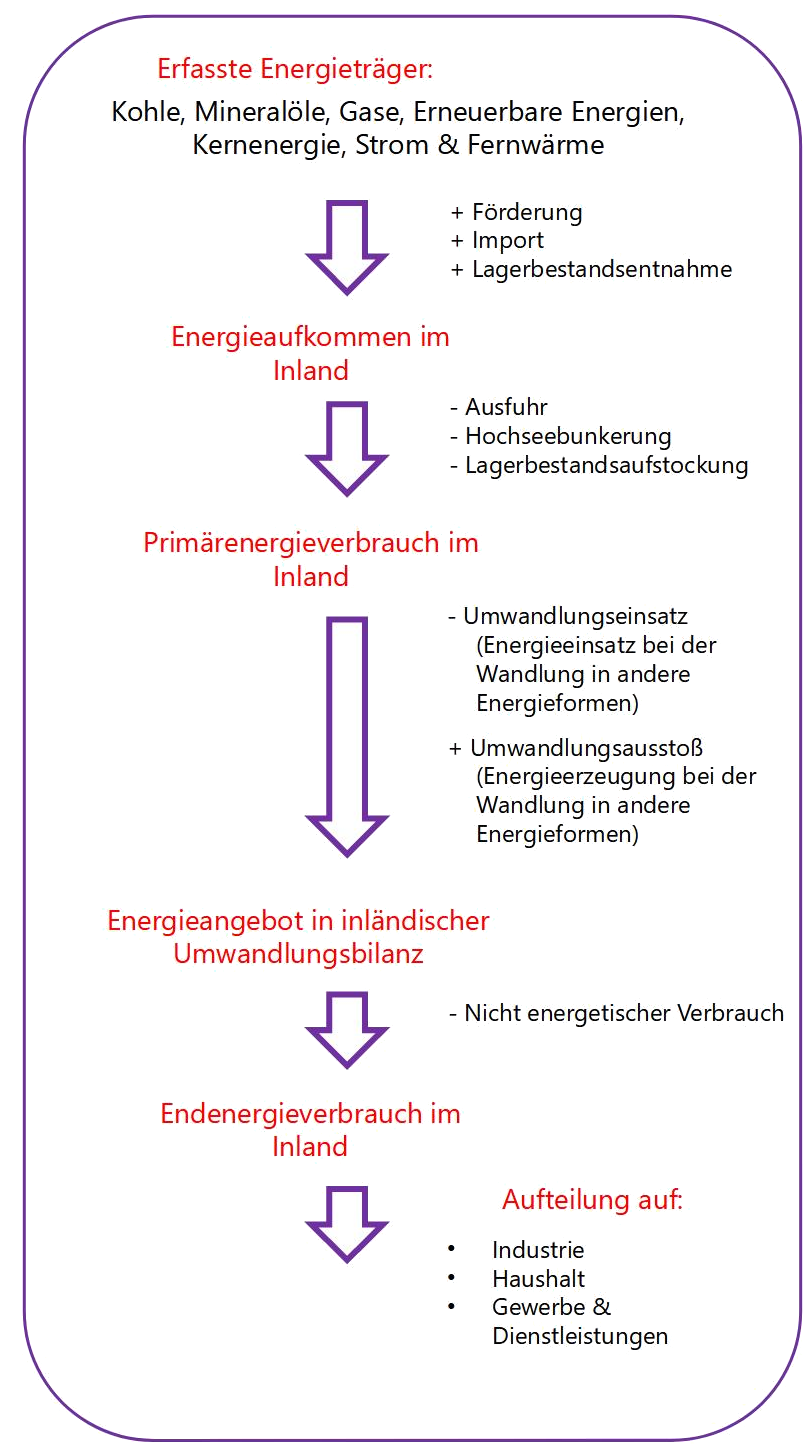
Aufbau einer Energiebilanz

In der Energiebilanz der Energiewirtschaft werden Aufkommen, Umwandlung und Verwendung von Energieträgern möglichst lückenlos und detailliert für eine Volkswirtschaft oder ein Wirtschaftsgebiet in einem bestimmten Zeitraum nachgewiesen. Die Energiebilanz gibt Auskunft über den Verbrauch von Energieträgern, unterteilt in Sektoren, von ihrer Erzeugung über die Umwandlung bis zur Verwendung in den unterschiedlichen Verbrauchsbereichen.
Energiebilanzen werden üblicherweise auf Landesebene erstellt und dienen als Grundlage für die Energie- und Umweltpolitik, z. B. auch für die Ermittlung von Treibhausgasemissionen als Datenbasis der internationalen Klimarahmenkonvention. Sie können aber auch für ein Unternehmen erstellt werden, um Energieverbrauch aufzuschlüsseln und Einsparpotentiale ausfindig zu machen.

## Herausgeber von Energiebilanzen

### Deutschland
In der Bundesrepublik Deutschland werden energiestatistische Daten von verschiedenen Stellen erhoben und veröffentlicht. Im nichtstaatlichen Bereich existiert hierfür die Arbeitsgemeinschaft Energiebilanzen e. V., deren Mitglieder Verbände der deutschen Energiewirtschaft oder wirtschaftswissenschaftliche Forschungsinstitute sind, die diesen Verein 1971 gegründet haben.
Eine einheitliche und geschlossene Energiebilanzen für die Bundesrepublik Deutschland erstellte der Verein erstmals im Jahre 1971 für den Zeitraum von 1950 bis 1969. Seitdem liegen jährliche Darstellungen des Energieverbrauchs in der Bundesrepublik Deutschland vor. Für die Jahre von 1991 bis 1994 liegen diese Bilanzen getrennt für die neuen Bundesländer sowie für Deutschland insgesamt (in der Gebietsabgrenzung vom 3. Oktober 1990) vor.
Ab dem Jahr 2003 wurde die amtliche Energiestatistik mit dem Energiestatistikgesetz (EnStatG) neu geregelt. Die amtlichen Energiestatistiken aus verschiedenen Rechtsgrundlagen wurden zusammengeführt und an die weitergehenden Informationsbedürfnisse der Nutzer angepasst. Statistikdaten werden seitdem auch für die Bereiche Wärmemarkt, Kraft-Wärme-Kopplung und erneuerbare Energieträger erhoben und ausgewertet.
Das Energiestatistikgesetz wurde am 6. März 2017 neu gefasst. Die Erstellung der Energiebilanzen erfolgt seit 2003 durch das Deutsche Institut für Wirtschaftsforschung (DIW) und EEFA GmbH & Co. KG.

### Energiebilanzen in anderen Ländern
- Österreich: Statistik Austria stellt Energiebilanzen für ganz Österreich und einzelne Bundesländer sowie Sektorbilanzen zur Verfügung.[7]
- Schweiz: Eine Energiebilanz wird jährlich als Tabelle 4 in der Schweizerischen Gesamtenergiestatistik vom Bundesamt für Energie veröffentlicht.[8][9]
- Liechtenstein: Das Amt für Statistik veröffentlicht zwar eine Energiestatistik, allerdings ohne Energiebilanz.[10][11][12]
- Europa und Türkei: Eurostat veröffentlicht Energiebilanzen für alle 28 EU-Mitgliedsstaaten, die gesamte EU sowie Island, Norwegen, Montenegro, Mazedonien, Serbien und die Türkei.[13][14]
- Die International Energy Agency (IEA) bietet Energiebilanzen für 190 Länder. Diese werden auf der Webseite grafisch angezeigt.[15][16]

## Arbeitsgemeinschaft zur deutschen Energiebilanz
Die deutsche Arbeitsgemeinschaft Energiebilanzen (AGEB) führt eine Tabelle, deren Spalten die Energieträger nach energetischen und nichtenergetischen Verbrauch ausweisen. Die Zeilen erfassen für die jeweiligen Energieträger nacheinander Aufkommen, Umwandlung und Verwendung. Dies resultiert aufeinanderfolgend in:
- der Primärenergiebilanz,
- der Umwandlungsbilanz und
- dem Endenergieverbrauch.

Die unterschiedlichen Energieträger werden auf die Maßeinheit Terajoule umgerechnet, damit sie direkt vergleichbar und additionsfähig werden. Für brennbare Energieträger dient hierzu der untere Heizwert. Für die übrigen Energieträger und für die Außenhandelsbilanz mit Strom gibt es keinen einheitlichen Umrechnungsmaßstab wie den Heizwert. In diesen Fällen wird auch in den Energiebilanzen für Deutschland seit 1995 das sog. Wirkungsgradprinzip angewendet – entsprechend dem Vorgehen der internationalen Organisationen (IEA, Eurostat, ECE).

### Erfasste Energieträger
Als Energieträger werden alle Quellen oder Stoffe erfasst, in denen Energie mechanisch, thermisch, chemisch oder physikalisch gespeichert ist. Sieben Energieträgerkategorien werden bei der Energiebilanz unterschieden:
- Steinkohlen
- Braunkohlen
- Mineralöle
- Gase
- Erneuerbare Energien
- Sonstige (nicht erneuerbare Abfälle, Abwärme)
- Strom, Kernenergie und Fernwärme

Den Kategorien werden einzelne Energieträger zugeordnet. So enthält zum Beispiel die Kategorie Mineralöle die Energieträger Erdöl (roh), Ottokraftstoffe, Rohbenzin, Flugturbinenkraftstoff, Dieselkraftstoff, Heizöl leicht und schwer, Petrolkoks, Flüssiggas, Raffineriegas und Andere Mineralölprodukte.

### Primär- und Sekundärenergie
Jeder Energieträger wird in jeder Zeile der Bilanz in Terajoule bilanziert. Am Ende der Zeile steht eine Summenposition unterteilt nach Primär- und Sekundärenergieträger. Primärenergien sind dabei Energieträger, die in ihrer ursprünglichen Form vorliegen. Sekundärenergie entsteht aus Primärenergie durch verlustbehaftete Umwandlung. Die deutsche Energiebilanz unterscheidet die folgenden Primär- und Sekundärenergieträger:
| Kategorie                     | Primärenergie                                  | Sekundärenergie |
| ----------------------------- | ---------------------------------------------- | --- |
| Steinkohle                    | Kohle                                          | Briketts, Koks, andere Steinkohlenprodukte |
| Braunkohle                    | Kohle, Hartkohle                               | Briketts, andere Braunkohlenprodukte |
| Mineralöle                    | Erdöl (roh)                                    | Ottokraftstoffe, Rohbenzin, Flugturbinenkraftstoff, Dieselkraftstoff, Heizöl leicht und schwer, Petrolkoks, Flüssiggas, Raffineriegas, andere Mineralölprodukte |
| Gase                          | Erdgas, Grubengas                              | Kokerei- und Stadtgas, Gichtgas und Konvertergas |
| Erneuerbare Energien          | alle Erneuerbaren Energien sind Primärenergien | Strom (aus Wasser, Wind und Photovoltaik), Warmwasser/Heizung (aus Solarthermie, Geothermie, Biogasanlagen, teilweise auch Abwärme aus industriellen Prozessen) |
| Sonstige                      | nicht erneuerbare Abfälle, Abwärme             | |
| Strom, Kernenergie, Fernwärme | Kernenergie                                    | Strom, Fernwärme |

### Energieaufkommen im Inland
In den ersten Zeilen der Bilanz wird das jährliche sogenannte Energieaufkommen im Inland ermittelt. Es ergibt sich als Summe von Förderung, Import und Lagerbestandsentnahmen für die einzelnen Energieträger.

### Primärenergieverbrauch im Inland
Von dem Energieaufkommen wird nun abgezogen, was im gegebenen Jahr nicht im Inland verbraucht wurde. Das sind:
- die Ausfuhren (Primärenergie, die ans Ausland weiterverkauft wird).
- Hochseebunkerungen (Heizöl, Dieselkraftstoff und Schmierstoffe für die nationale und internationale Seeschifffahrt in deutschen Häfen). Ohne Lieferungen an Binnen- und Küstenmotorschiffe und Fischerei, die zum Sektor Verkehr (Endenergieverbrauch) zählen.
- Lagerbestandsaufstockungen.

Es resultiert der Primärenergieverbrauch im Inland, kurz Primärenergiebilanz. Überschüsse erhalten in der Inlandsbilanz ein negatives Vorzeichen, in der Erzeugungsbilanz ein positives Vorzeichen, Unterschüsse entsprechend umgedreht. 

### Energieangebot in inländischer Umwandlungsbilanz
In der Umwandlungsbilanz wird die physikalisch/chemische Umwandlung von Energieträgern jeweils als Einsatz und Ausstoß dargestellt.
Die Position „Wärmekraftwerke der allgemeinen Versorgung“ erscheint beispielsweise
- unter Einsatz mit einer Reduzierung der Bilanzpositionen für Steinkohle, Braunkohle, Mineralöle, Gase, Erneuerbare Energien und Sonstige,
- unter Ausstoß mit einer Erhöhung der Position für Strom.

Der Energiegehalt des produzierten Stroms ist geringer als der Energiegehalt der eingesetzten Brennstoffe, so dass die Energiebilanzsumme insgesamt in der Umwandlungsbilanz niedriger ist als in der Primärenergiebilanz vorher.
Nach Abzug von Eigenverbrauch des Umwandlungsbereichs und Leitungsverlusten ergibt sich das Energieangebot in inländischer Umwandlungsbilanz, kurz Umwandlungsbilanz. Die Umwandlungsbilanz zeigt wie viel Energie in welcher Form tatsächlich für den Verbrauch zur Verfügung steht.

### Endenergieverbrauch im Inland
Einige Energieträger werden nicht einer energetischen Nutzung, sondern einer stofflichen Verwertung zugeführt. Dies gilt für Kohle-, Gas- und Erdölbasierte Energieträger. Die Bereinigung der Umwandlungsbilanz um den nicht-energetischen Verbrauch ergibt den Endenergieverbrauch im Inland, die Endenergiebilanz.

### Energienutzung
Nun folgt die statistische Erfassung, wie der Endenergieverbrauch sich auf verschiedene Nutzergruppen aufteilt. Dabei werden vier Nutzerkategorien unterschieden:
- Industrie
- Verkehr
- Haushalte
- Gewerbe, Handel und Dienstleistungen

Insbesondere der Industrieverbrauch wird dabei detailliert nach Branchen aufgeschlüsselt erfasst.
Im Ergebnis entstehen neben tabellarischen Übersichten auch grafische Darstellung, die den Energiefluss für die Bundesrepublik als Übersicht und als detailliertes Energieflussbild veranschaulichen.

## Statistiken und Auswertungen (Deutschland)

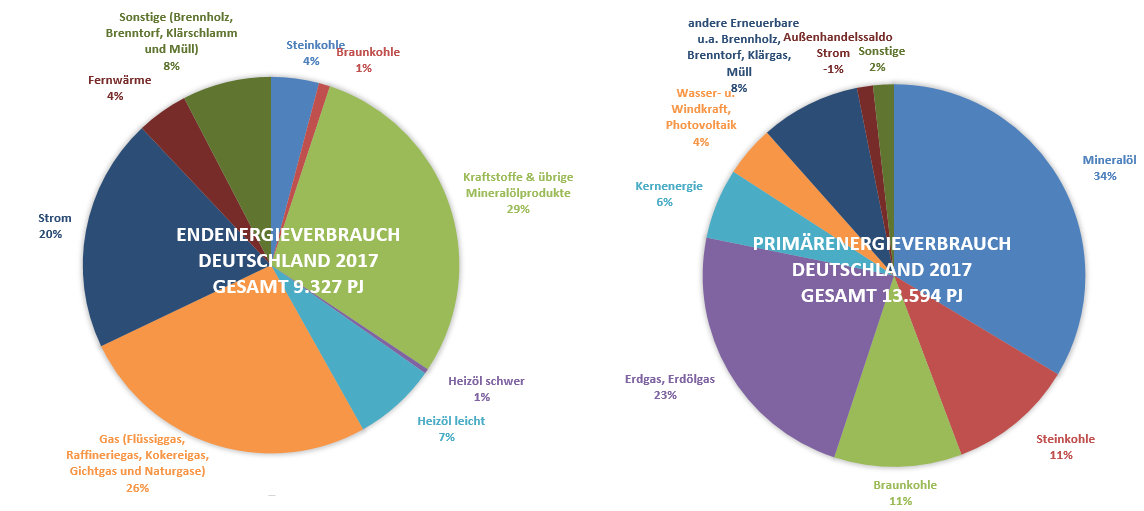
Primärenergieverbrauch und Endenergieverbrauch nach Energieträgern, Deutschland im Jahr 2017

### Endenergieverbrauch nach Energieträgern 2017

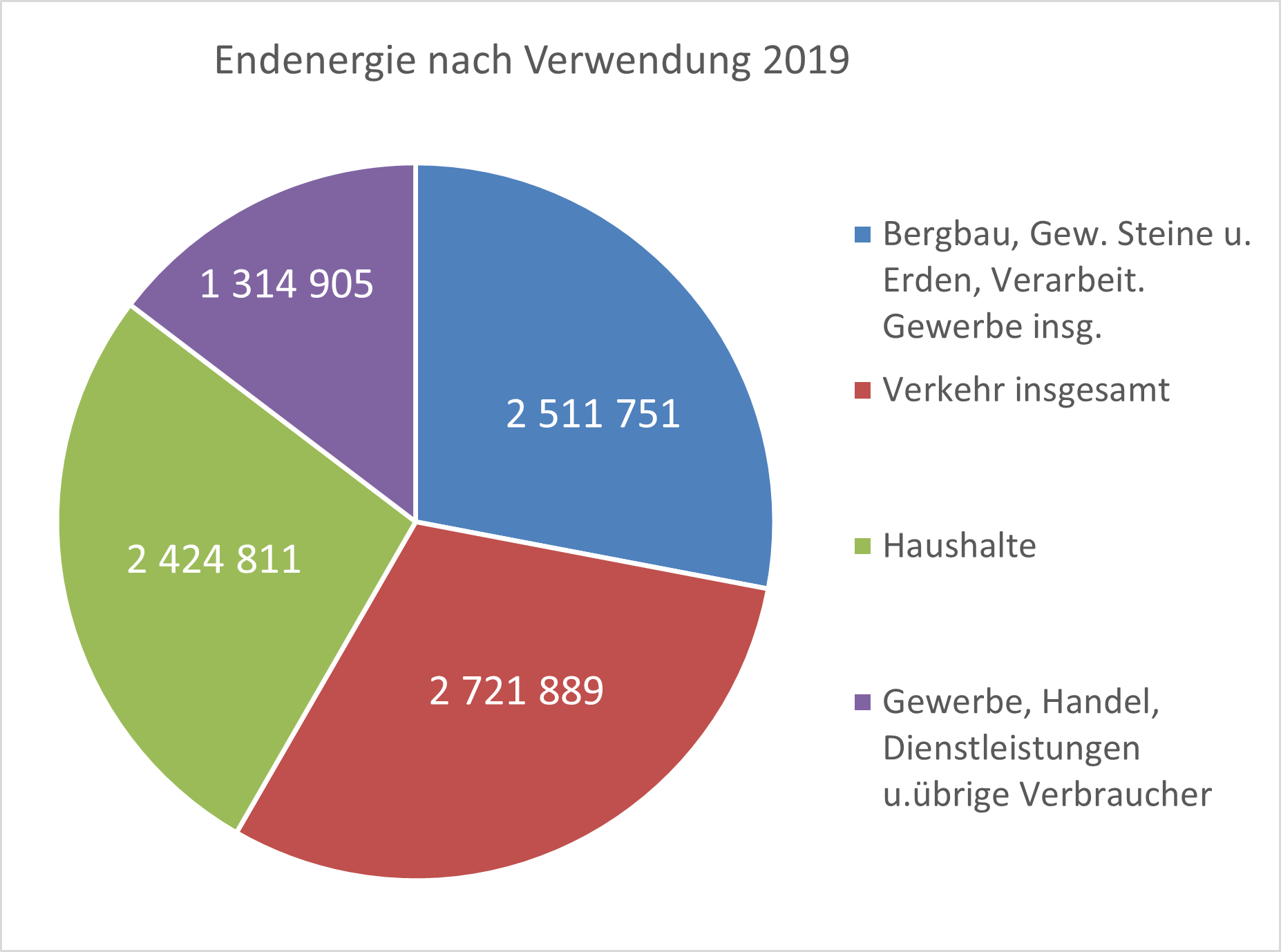
Endenergieverbrauch nach Verwendung, Deutschland 2019

### Endenergieverbrauch nach Verwendung 2019

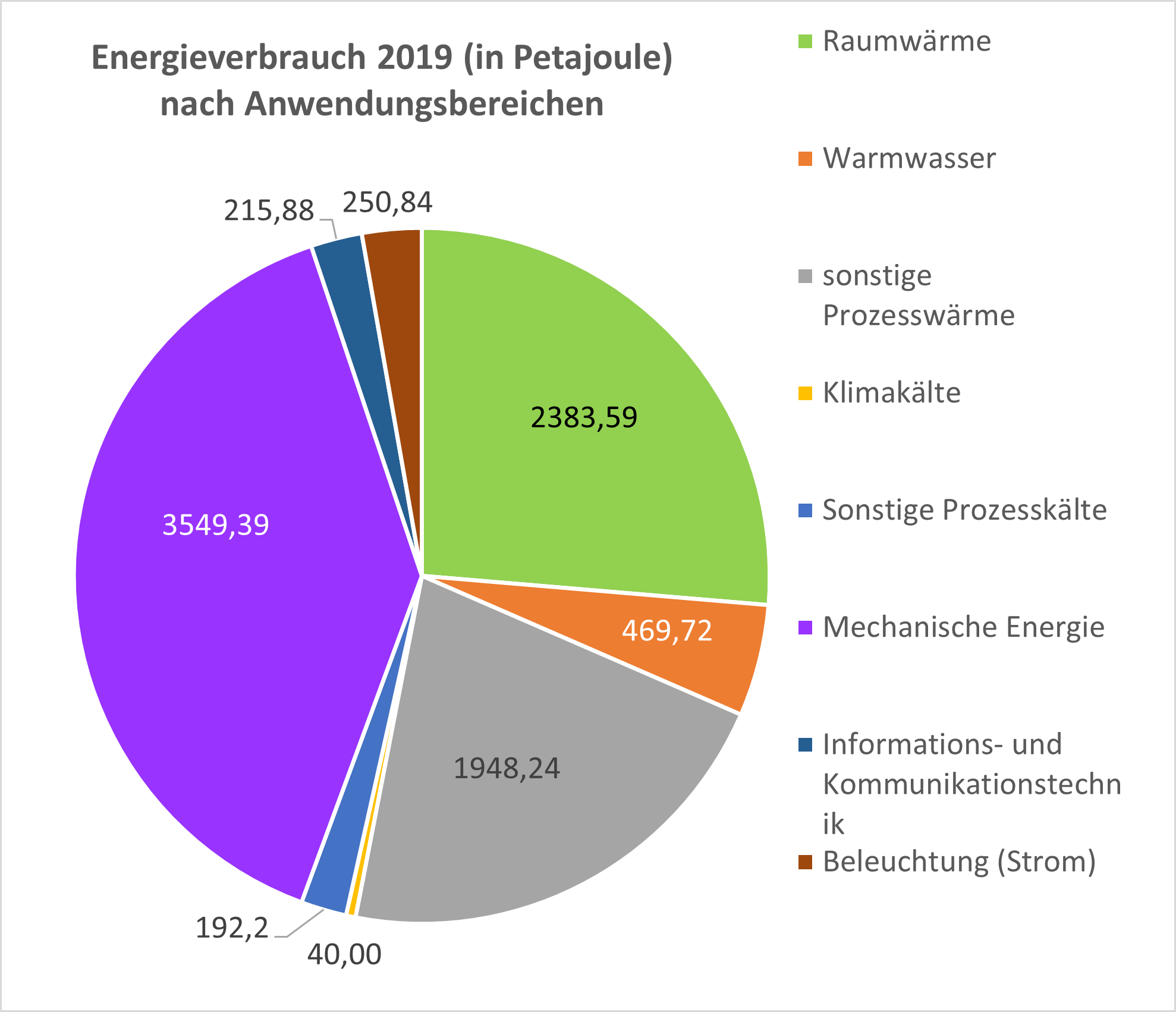
Endenergieverbrauch nach Anwendungsbereichen (in Petajoule), Deutschland 2019, Daten BMWi & AG Energiebilanzen